# Osobliwości (album)
Osobliwości – trzeci album solowy Tomasza Budzyńskiego, członka grup Armia, Budzy i Trupia Czaszka, 2Tm2,3. Tomasz Budzyński jest autorem tekstów, muzyki i producentem. Ponadto jest wokalistą i gitarzystą.
Styl muzyczny płyty jest trudny do zdefiniowania, będąc kompilacją różnych motywów rockowych, jazzowych, elektronicznych i folkowych. Ponadto wykorzystane są nagrania odgłosów natury (np. brzęczenie much) i innych, jak również sample. Teksty bywają określane jako surrealistyczne lub ekspresjonistyczne. Oprócz sampli, np. pochodzącego z pierwszej połowy XX w. tanga, w warstwie muzycznej wykorzystano motywy z przygotowanej przez Budzyńskiego oprawy muzycznej Witkacowego spektaklu Iuvenilium permanens.

## Lista utworów
1. „Museo barbari” –	2:31
2. „Mała śmierć” –		4:39
3. „Człowiek nie jest sam” – 	3:28
4. „Amor sui” –		4:20
5. „Mordopolis” –	 	5:03
6. „Dziwadełko” –	 	3:40
7. „Imię” –	 	4:37
8. „Natura nature” – 	3:02
9. „Bestiarium” –	 	2:51
10. „Wio Garbusku” – 	3:07
11. „Ciszej” –	 	4:55
12. „Gorsze dziecko” – 	4:18

## Twórcy
- Tomasz Budzyński – głos, gitara
- Karol Nowacki – instrumenty klawiszowe (w tym akordeon)
- Michał Garstecki – kontrabas, gitary, instrumenty klawiszowe, programowanie
- Łukasz Kluczniak – saksofon, instrumenty klawiszowe
- Dominik Szeszo – klarnet

### Personel
- Realizacja i miks – Michał Garstecki
- Produkcja – Tomasz Budzyński
- Muzyka i słowa – Tomasz Budzyński (z wyjątkiem tanga z „Wio Garbusku”, autor nieznany)
- Projekt graficzny – Tomasz Budzyński

## Okładka
Na okładce znajduje się fragment obrazu Tomasza Budzyńskiego „Górne miasto III”.